# Charles Gaudichaud-Beaupré
Charles Gaudichaud-Beaupré (Angolema, 4 de setembro de 1789 — Paris, 16 de janeiro de 1854) foi um botânico francês.
Nasceu em Angolema, filho de J-J. Gaudichaud e de Rose (Mallat) Gaudichaud. Estudou farmacologia em Cognac e Angolema. Também estudou química e herbologia.
O seu feito mais relevante foi ter participado como botânico numa expedição circum-global, de 1817 a 1820. Acompanhou Freycinet, que efectuou a expedição nos navios Uranie e Physicienne. É conhecido pelas suas colecções na Austrália.
Em 1832, Gaudichaud embarcou no L'Herminie, para a América do Sul, tendo visitado o Chile, o Brasil e o Peru. Em 1836, fez uma terceira viagem, de circum-navegação, a bordo do La Bonite.
Morreu em Paris. 

## Publicações
- Flore des îles Malouines (Flora of the Malouine Islands)
- Mémoire sur les Cycadées (Treatise on the Cycads)
- Voyage de l'Uranie (Voyage of the Uranus)
- Lettre sur l'organographie et la physiologie, endereçada ao Monsieur de Mirbel, in Archives de Botanique, T. II, 1833 (Letter on Oceanography and Physiology)
- Recherches générales sur l'organographie (General Research on Oceanography)
- Mémoire sur le Cissus hydrophora (Treatise on Cissus hydrophora)
- Voyage Autour du Monde Executé pendant les années 1836 et 1837 sur la corvette La Bonite (Voyage of the Bonita)
- Notes relatives à l'organographie et à la physiologie des végétaux monocotylés